# Edward Zinth

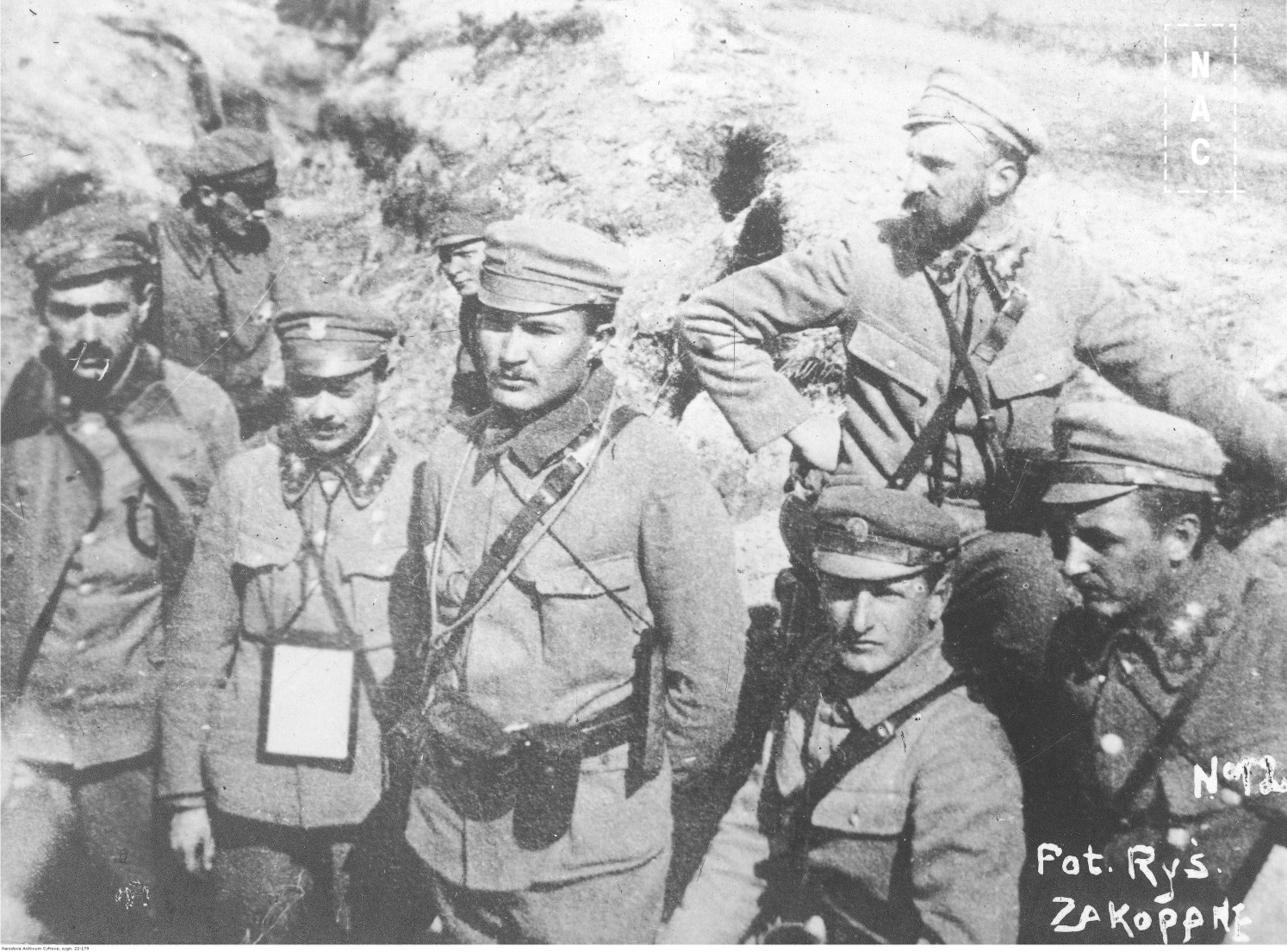
Oficerowie VI batalionu w okopach nad Nidą (1915). Edward Zinth-Rzecki pierwszy z lewej

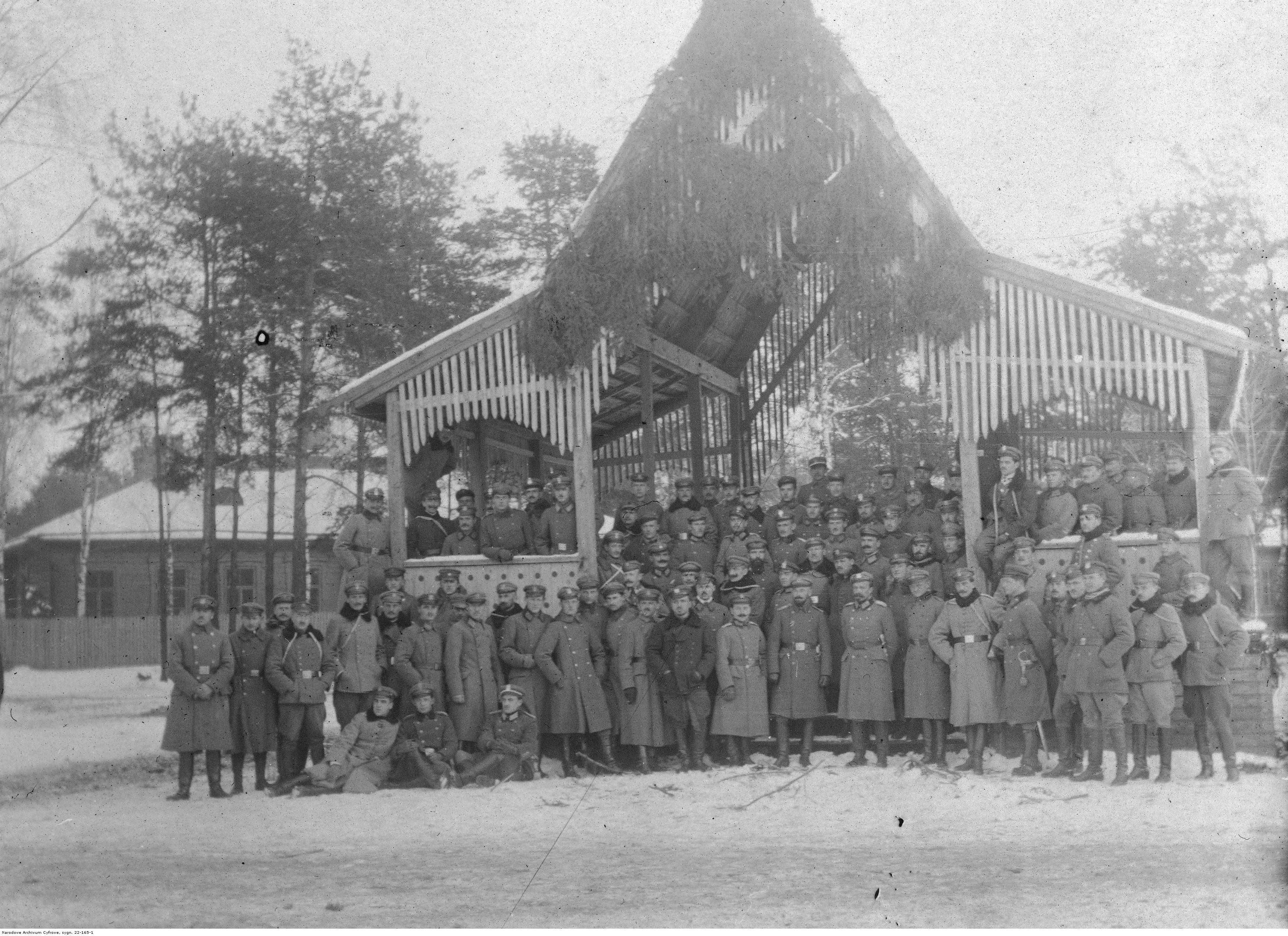
Edward Zinth-Rzecki wśród oficerów 5 pp LP

Edward Zinth, ps. Rzecki (ur. 15 lutego 1892 w Pakście lub w 12 września 1893 w Szapach, zm. 20 lutego 1919) – kapitan piechoty Wojska Polskiego, działacz niepodległościowy, kawaler Orderu Virtuti Militari.

## Życiorys
15 lutego 1892 w Pakście, w rodzinie Ignacego lub 12 września 1893 w Szapach ewentualnie Szatach.
Ukończył Gimnazjum im. Stanisława Staszica w Lublinie. Od 1911 studiował w Szkole Politechnicznej we Lwowie. Był członkiem Związku Walki Czynnej i Związku Strzeleckiego we Lwowie.
Od 4 sierpnia 1914 służył w Oddziałach Strzeleckich Józefa Piłudskiego. Początkowo służył w batalionie Mieczysława Norwid-Neugebauera, a od 9 sierpnia 1914 był komendantem II plutonu w 3. kompanii III batalionu. Po utworzeniu IV batalionu został komendantem plutonu w 1. kompanii. 9 października 1914 Józef Piłsudski nadał mu stopień podporucznika w VI batalionie Kazimierza Piątka ps. „Herwina”. 17 listopada 1914 został ranny w bitwie pod Krzywopłotami. Od 23 grudnia 1914 w czasie bitwy pod Łowczówkiem dowodził 1. kompanią VI baonu. 2 lipca 1915 został mianowany porucznikiem w piechocie (komendantem plutonu w X randze). 22 sierpnia tego roku został ranny pod Wysokiem Litewskim.
17 grudnia 1918 został przyjęty do Wojska Polskiego z zatwierdzeniem awansu na kapitana, ogłoszonego w rozkazie ówczesnego generała majora Edwarda Śmigłego-Rydza. W czasie wojny z Ukraińcami dowodził kombinowanym batalionem operującym na Wołyniu. Poległ w styczniu 1919 lub 20 lutego 1919 ewentualnie 29 lutego 1919 pod Iwaniczami. 15 lipca 1920 został pośmiertnie zatwierdzony z dniem 1 kwietnia 1920 w stopniu majora, w piechocie, w grupie oficerów byłych Legionów Polskich.

## Ordery i odznaczenia
- Krzyż Srebrny Orderu Wojskowego Virtuti Militari nr 7091 – pośmiertnie, 17 maja 1922[17][9]
- Krzyż Niepodległości – pośmiertnie, 19 grudnia 1930 „za pracę w dziele odzyskania niepodległości”[18][7][19]
- Krzyż Walecznych czterokrotnie – pośmiertnie 1923[20]
- Odznaka Pamiątkowa Więźniów Ideowych pośmiertnie[21]